# Marie-Nicolas Bouillet
Pour les articles homonymes, voir Bouillet.

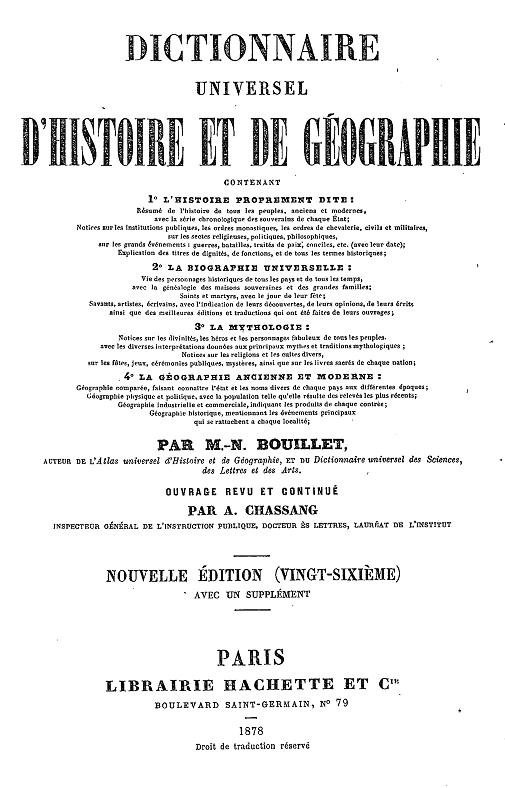
Le Bouillet,, 1878.

Marie-Nicolas Bouillet, né à Paris le 5 mai 1798 et mort à Paris 9e le 28 décembre 1864, est un professeur, traducteur et lexicographe français, dont le nom reste associé au Dictionnaire universel d'histoire et de géographie qu'il publia en 1842. Cet ouvrage connut une immense popularité, « au point que le nom de l'auteur a passé dans la langue, et que l'on donne aujourd'hui [en 1865] le nom de Bouillet à tout dictionnaire d'histoire et de géographie ».

## Vie et carrière académique
Originaire d'une famille d'armuriers de Saint-Étienne, Nicolas Bouillet est orphelin de père à l'âge de deux ans et élevé par sa mère. Il fait ses études dans une institution privée, puis entre en 1816 au Pensionnat normal, où il a notamment pour maîtres Théodore Jouffroy et Victor Cousin. Devenu professeur suppléant de philosophie au collège de Rouen, il revient à Paris pour passer le concours d'agrégation en 1821. Il enseigne ensuite la philosophie dans un collège particulier, puis comme suppléant au lycée Saint-Louis en 1829, et comme titulaire aux lycées Charlemagne et Henri-IV à partir de 1830. Devenu proviseur du collège Bourbon en 1840, il est mis en disponibilité lors de la Révolution de 1848. Il est nommé conseiller honoraire de l'Université en 1850, puis inspecteur d'académie en 1851.

## Le succès du Bouillet
Après le Dictionnaire classique de l'Antiquité sacrée et profane, imité de la Bibliotheca Classica du lexicographe anglais John Lemprière, le Dictionnaire universel d'histoire et de géographie est le deuxième dictionnaire publié par Nicolas Bouillet. Entre 1842 et 1914, il connut au total 34 éditions. Selon Pierre Larousse, son succès s'explique par cinq raisons :
1. Sa compacité et son prix relativement modique comparé aux dictionnaires de Moréri, de Bayle ou de Trévoux en gros volumes in-quarto.
2. Son style clair, simple et méthodique, « qualité très-rare, préconisée par Buffon dans son célèbre discours sur le style ».
3. Son auteur était « un membre actif, intelligent, et très influent de l'Université ».
4. Ses premières éditions furent mises à l'Index, ce qui « lui valut la sympathie des esprits indépendants ».
5. Sa nouvelle version « fut chaudement approuvée et recommandée par la congrégation de l'Index, après de profondes modifications signalées et opérées par la sainte congrégation elle-même, ce qui lui ouvrit naturellement à deux battants les portes de tous les établissements religieux, particulièrement des séminaires ».

Cet ouvrage fut suivi de deux autres qui devaient lui servir de compléments, le Dictionnaire universel des sciences, des lettres et des arts en 1854, et l’Atlas universel d'histoire et de géographie en 1865. Nicolas Bouillet édita par ailleurs Sénèque, Cicéron et Francis Bacon, traduisit Plotin et Porphyre, et collabora à plusieurs revues ainsi qu'à d'autres ouvrages encyclopédiques.

## Jugements
- Gustave Vapereau, Dictionnaire universel des contemporains, 1858[5]

« Peu de livres de cette dimension ont eu, en France, autant de popularité. Spécialement recommandé par l'Université, accueilli des gens du monde, approuvé de l'archevêque de Paris, il eut l'honneur d'exciter les colères intolérantes d'un journal religieux, fut déféré au Saint-Siège, et mis à l’index ; mais au retour d'un voyage de Rome, l'auteur, par d'habiles remaniements, fit lever l'interdit et put ajouter à toutes les autres approbations celle du Saint Père (1855). »

- Jacob Freinshemius, L'Amateur d'autographes, revue des collectionneurs, des archivistes et des érudits, 1er février 1865[2]

« Le Bouillet est un des préjugés naïfs de notre époque ; il est en général fort plat, fourmille d'erreurs, d'omissions, de non-sens, de contre-sens, d'absurdités de tout genre, et il a dû, en grande partie, son immense succès à la position de son père putatif dans l'Université. »

- Pierre Larousse, Grand Dictionnaire universel du XIXe siècle, 1866[6]

« Cet ouvrage est une compilation assez bien faite, malgré ses lacunes et ses erreurs, mais qui ne mérite certes pas la vogue et l'autorité que lui ont données la haute position de son auteur dans l'enseignement, l'approbation spéciale de l'Université, celle de l'archevêque de Paris, enfin l'appui des grandes corporations laïques et ecclésiastiques qui disposent de l'enseignement public. L'approbation du Saint-Siège manquait seule à toutes les estampilles officielles dont était revêtu l'ouvrage, qui même avait été mis à l’index pour quelques passages qui avaient déplu. Mais l'auteur se hâta de remanier son œuvre, et obtint, par sa docilité, la levée de l'interdiction. On comprend ce que peut être un travail accompli dans des conditions telles que la vérité de l'histoire et l'indépendance de l'écrivain doivent plier devant certaines convenances, certaines conventions académiques et autres. Les notices qui le composent sont résumées avec une habileté littéraire incontestable, avec sobriété et précision ; mais elles sont superficielles, incolores, souvent inexactes, et rédigées dans un esprit systématiquement rétrograde et avec la plus affligeante partialité. »

- Marie-Nicolas Bouillet et Alexis Chassang, Dictionnaire universel d'histoire et de géographie, 1878[7]

« [...] enfin toute une encyclopédie, remarquable d'exactitude et de précision [...] »

## Les «habiles remaniements»
Le Bouillet fut mis à l'index en 1852, les autorités religieuses ayant considéré les premières éditions « comme entachées d'inexactitudes, d'omissions, d'expressions impropres et susceptibles d'être mal interprétées, d'appréciations contestables ». Pour obtenir l'approbation du Saint-Siège, qui finit par lui être accordée en 1854, Nicolas Bouillet procéda donc à d'importantes modifications, lesquelles furent consignées dans une brochure intitulée Corrections du Dictionnaire universel d'histoire et de géographie de M. Bouillet, sans doute imprimée clandestinement par les typographes chargés de les effectuer. Cette brochure fut vraisemblablement très peu diffusée, mais la nature des remaniements était telle qu'ils ne pouvaient longtemps passer inaperçus. 
L'un des premiers à enquêter sur le sujet fut le journaliste Louis-Augustin Rogeard, qui publia dans La Jeunesse en 1861 une série de trois articles intitulée Les Deux Bouillet. Il y fit la comparaison d'une soixantaine d'articles, parmi lesquels Helvétius, Montesquieu, Rabelais et Rousseau. En 1866, Paul Parfait, le secrétaire d'Alexandre Dumas, se livra à une investigation approfondie dont les résultats parurent dans Le Siècle, puis dans L'Opinion nationale. Parmi les modifications intervenues entre la première et la quinzième édition du Bouillet, il releva notamment les suivantes :
| Article               | Édition de 1842 | Édition de 1859 |
| --------------------- | --- | --- |
| Auto-da-fé            | La cour assistait à ces affreux spectacles, et une foule de moines couvraient les cris des victimes par des chants sacrés.                                                                              | La cour assistait à ces affreux spectacles, que le peuple recherchait avec avidité. |
| Calas                 | Devint la victime du fanatisme religieux. | Devint la victime de funestes préventions. |
| Cardinal Bembo        | Il fut l'amant de Lucrèce Borgia. | Il savait unir les plaisirs aux affaires. |
| Cardinal Dubois       | D'un esprit vif, pénétrant et astucieux, il s'appliqua à la fois à cultiver l'intelligence du jeune duc et à servir en secret son goût pour le plaisir.                                                 | D'un esprit vif, pénétrant et adroit [...], il s'appliqua à cultiver l'intelligence du jeune duc, mais sans combattre son goût pour le plaisir.                                                                                                  |
| Cardinal Ximenès      | Il était fanatique et cruel. | Il était sévère, mais juste. |
| Chevalier de La Barre | Le parlement de Paris, usant d'indulgence, lui accorda d'être décapité avant d'être jeté sur le bûcher. Voltaire, dans un écrit publié sous le nom de Casen, a justement flétri cet acte d'intolérance. | Le parlement de Paris, usant d'indulgence, lui accorda d'être décapité avant d'être jeté sur le bûcher ; mais il ordonna en même temps de brûler avec son corps le Dictionnaire philosophique de Voltaire, source principale de son impiété.     |
| Grégoire VIII         | Ce pape fit célébrer d'odieuses réjouissances à l'occasion du massacre de la Saint-Barthélemy. | (supprimé) |
| Indulgences           | Mais plus tard les indulgences furent vendues à haut prix, ce qui donna lieu aux plus grands abus. | (supprimé) |
| Julien l'Apostat      | On lui reproche sa haine pour le christianisme ; mais on doit convenir que jamais elle ne le porta à aucune violence contre les chrétiens.                                                              | Ennemi juré des chrétiens, il porta contre eux les mesures les plus vexatoires ; s'il n'ordonna pas une persécution sanglante, il leur retira tous leurs privilèges, leur défendit d'enseigner les belles-lettres, dépouilla leurs églises, etc. |
| Jean XII              | Il fit brûler vif l'évêque de Cahors. [...] Il mourut d'un excès de débauche. | Il livra au bras séculier l'évêque de Cahors. [...] Il mourut d'une courte maladie. |
| Lucrèce Borgia        | Célèbre par sa beauté et ses dérèglements. | Célèbre par sa beauté et par son esprit. |
| Madame de Maintenon   | On lui reproche d'avoir fait régner la bigoterie à la cour, et surtout d'avoir contribué à la révocation de l'édit de Nantes.                                                                           | On lui reproche [...] d'avoir appuyé des mesures impolitiques. |
| Montesquieu           | Il respecta la religion. | Dans ses Lettres persanes, il n'épargne pas les choses saintes. L'Esprit des lois, bien que respectueux pour la religion, respire le déisme ; aussi ces deux livres sont-ils condamnés.                                                          |
| Paul V                | Il se signala par un népotisme effréné. | Il canonisa saint Charles Borromée. |
| Sixte IV              | Prit une part active au complot des Pozzi et à la guerre qui en fut la suite, persécuta les Colonna et causa ainsi dans Rome une guerre civile.                                                         | Prit part aux événements qui suivirent à Florence la conspiration des Pozzi et y rétablit la paix après deux ans de négociations. |
| Vaudois               | Ils voulaient la réforme de la discipline et des mœurs du clergé. | Ils invectivaient les prêtres. |
| Vitalien              | On lui reproche d'avoir penché en secret pour l'hérésie des monothélistes. | Il maintint la discipline ecclésiastique et mourut en odeur de sainteté. |

L'ouvrage connut bien d'autres révisions au fil de ses rééditions. Entre autres, il dut utiliser systématiquement le terme de « catholiques » pour désigner les chrétiens majoritaires du premier millénaire, et fréquemment l'adjectif « schismatiques » pour désigner les orthodoxes. L'une de ces révisions attira particulièrement l'attention de Gustave Flaubert, qui l'inclut dans son Dictionnaire des idées reçues : « BOUDDHISME « Fausse religion de l'Inde » (définition du dict. Bouillet, 1re édition). » Cette définition parue dans l'édition de 1842 fut finalement modifiée dans celle de 1857. Après la mort de Nicolas Bouillet en 1865, son dictionnaire continua à être révisé et augmenté par Alexis Chassang.

## Ouvrages
Dictionnaires
- Dictionnaire classique de l'Antiquité sacrée et profane (2 volumes, 1826)
- Abrégé du dictionnaire classique de l'antiquité sacrée et profane (1826)
- Dictionnaire universel d'histoire et de géographie (1842) (Lire en ligne : 5e édition de 1847 & édition de 1878) Référence interne
- Dictionnaire universel des sciences, des lettres et des arts (1854)
- Atlas universel d'histoire et de géographie contenant (1) la chronologie (2) la généalogie (3) la géographie (1865)

Traductions
- Plotin : Les Ennéades de Plotin, traduites pour la première fois en français, accompagnées de sommaires, de notes et d'éclaircissements et précédées de la vie de Plotin et des principes de la théorie des intelligibles de Porphyre (3 volumes, 1857-1861)
- Porphyre : Porphyre, son rôle dans l'école néo-platonicienne, sa lettre à Marcella, traduite pour la première fois en français (1864)

Éditions
- Sénèque : L. Annaei Senecae pars prima, sive Opera philosophica (5 volumes, 1827-1830)
- Cicéron : M. T. Ciceronis pars tertia, sive Opera philosophica (1828-1831)
- Francis Bacon : Œuvres philosophiques de Bacon, publiées d'après les textes originaux, avec notice, sommaires et éclaircissements (3 volumes, 1834)

## Vie privée
Marie-Nicolas Bouillet est le fils de Nicolas Bouillet (né à Saint-Étienne le 3 mai 1744) et d’Antoinette Lebeau. Il est l'époux de Clémentine-Adrienne Joséphine Magin-Marrens, mariée le 6 septembre 1827 à Paris.
Il est le père de Philippe Bouillet (sous-préfet de Semur-en-Auxois et maire de Criel-sur-Mer de 1900 à 1909), l'oncle d'Alexis Chassang (fils d’Alexis-Étienne Chassang), le beau-frère de François-Victor Parret, (préfet des études puis directeur du collège Rollin) et le beau-frère d'Alfred-Joseph-Auguste Marrens-Magin (recteur d'Académie et inspecteur général de l’enseignement primaire).

## Décorations
- Officier de la Légion d'honneur (7 décembre 1846)